# Municipio de Moctezuma (San Luis Potosí)
El Municipio de Moctezuma es uno de los 59 municipios que constituyen el estado mexicano de San Luis Potosí. Se encuentra localizado al oeste del estado y aproximadamente a 85 kilómetros de la ciudad de San Luis Potosí. Cuenta con una extensión territorial de 1,268.53 km². Según el II Conteo de Población y Vivienda de 2005, el municipio tiene 18,344 habitantes, de los cuales 8,706 son hombres y 9,638 son mujeres. Su nombre es en honor del general José Esteban Moctezuma.

## Descripción geográfica

### Ubicación
Moctezuma se localiza al oeste del estado entre las coordenadas geográficas 22° 45’ de latitud norte, y 101° 05’ de longitud oeste; a una altitud promedio de 1720 metros sobre el nivel del mar.
El municipio limita al este con el municipio de Villa de Arista; al norte con el municipio de Venado; al oeste con el municipio de Salinas; al sur con el municipio de Ahualulco; al sureste con el municipio de San Luis Potosí, —todos los anteriores en el estado de San Luis Potosí—, y al suroeste con el municipio de Pinos, en el estado de Zacatecas.

### Orografía e hidrografía
Posee un territorio de relieve variado, pero principalmente montañoso, sus principales elevaciones son las que conforman las regiones el Durazno y el Jacalón. Hacia el este se localiza el Valle de Arista que tiene una gran importancia agrícola y es compartido con el municipio de Villa de Arista y la delegación de Bocas. Los suelos de Moctezuma se formaron en la era Mesozoica, y su uso principalmente es ganadero, forestal y agrícola. El municipio pertenece a la región hidrológica El Salado. Sus recursos hidrológicos son proporcionados principalmente por corrientes menores, ya que no existen recursos de gran proporción. Además cuenta con mantos subterráneos los cuales son utilizados para el uso agrícola y doméstico.

### Clima
El clima del municipio es cálido y no posee cambio térmico invernal bien definido. La temperatura media anual es de 18.2°C, la máxima se registra en el mes de mayo y la mínima se registra en diciembre. El régimen de lluvias se registra en el verano, contando con una precipitación media de 349 milímetros.

## Demografía
La población total del municipio de Moctezuma es de 19 036 habitantes, lo que representa un decrecimiento promedio de -0.15 % anual en el período 2010-2020 sobre la base de los 19 327 habitantes registrados en el censo anterior. Al año 2020 la densidad del municipio era de 14,74 hab/km².
| Gráfica de evolución demográfica de Municipio de Moctezuma entre 2000 y 2020 |
|                                                                              |
| Fuente: Instituto Nacional de Estadística Geografía e Informática            |

En el año 2010 estaba clasificado como un municipio de grado medio de vulnerabilidad social, con el 33.94% de su población en estado de pobreza extrema.
La población del municipio está mayoritariamente alfabetizada (12.66% de personas analfabetas al año 2010), con un grado de escolarización en torno de los 5.5 años. Solo el 0.41% de la población se reconoce como indígena.
El 96.98% de la población profesa la religión católica. El 1.81% adhiere a las iglesias Protestantes, Evangélicas y Bíblicas.

### Localidades
Según el censo de 2010, la población del municipio se distribuía entre 134 localidades, de las solo 2 eran núcleos urbanos de más de 500 habitantes.

Las localidades con mayor número de habitantes y su evolución poblacional son:
| Localidad                      | Población 2010 | Población 2020 |
| Total Municipio                | 19 327         | 19 036         |
| Barrancas                      | 350            | 416            |
| Codorniz                       | 253            | 252            |
| Cruces                         | 487            | 455            |
| Ejido Juárez                   | 339            | 321            |
| El Colorado                    | 238            | 256            |
| El Cúcamo                      | 357            | 337            |
| El Rebalín                     | 421            | 497            |
| El Retiro                      | 290            | 343            |
| Exhacienda de Enramada         | 318            | 400            |
| Labor Vieja                    | 412            | 297            |
| La Luz                         | 375            | 369            |
| Malpaso                        | 243            | 251            |
| Moctezuma (Cabecera municipal) | 4792           | 5240           |
| Morados                        | 754            | 792            |
| Morterillos                    | 266            | 301            |
| Pozo Blanco                    | 276            | 273            |
| San Felipe                     | 384            | 375            |
| San José de Enramada           | 344            | 432            |
| San José del Grito             | 448            | 439            |

## Cultura

### Sitios de interés
| - Exhacienda San Antonio de Rul. - Exhacienda de Cruces. - Balneario y parque Ojo de Agua. - Puesto que el territorio es montañoso se pueden encontrar lugares en los montes que nos ofrecen paisajes bellos, y practicando senderismo se puede tener un hermoso contacto con la naturaleza. |

### Fiestas
Fiestas civiles
- Aniversario de la Independencia de México: 16 de septiembre.

Tradicional grito.
- Aniversario de la Revolución mexicana: El 20 de noviembre.

Palo encebado, competencias deportivas, desfiles.
Fiestas religiosas
- Semana Santa: jueves y viernes Santos, sabádo santo y domingo de resurrección.
- Fiesta en honor de la Virgen de Guadalupe: 12 de diciembre.
- Día de Muertos: 2 de noviembre. En la cabecera en la víspera (noche del 1 en la celebración de Todos los Santos) se hacen los tradicionales altares de muertos, se hace procesión de cantores disfrazados de monjes cantando por las calles cantos fúnebres, se hacen en las casas las tradicionales gorditas de horno y calabaza y camote en piloncillo. En la madrugada se celebra la misa en el cementerio municipal y las familias asisten a visitar las tumbas de sus seres queridos llevando coronas, flores y veladoras.
- Fiesta en honor de Santa Ana: del 18 al 28 de julio( Especialmente el 26,27 y 28) , en el barrio de Tlaxcala, con peregrinaciones de lugares de la región y emigrantes que viven en Estados Unidos y Monterrey, bandas de música, danzas de matachines, juegos pirotécnicos. Se realiza la Feria Regional de Moctezuma (FEREMOC), con juegos mecánicos, teatro del pueblo, carreras de caballos y puestos de artesanías, dulces tradicionales, comida, etc.
- Fiesta patronal en honor de San Jerónimo: 30 de septiembre.

## Gobierno
Su forma de gobierno es democrática y depende del gobierno estatal y federal; se realizan elecciones cada 3 años, en donde se elige al presidente municipal y su gabinete. El actual presidente es el ciudadano Luis Vega Manzanares.
El municipio cuenta con 131 localidades, las cuales dependen directamente de la cabecera del municipio, las más importantes son: Moctezuma (cabecera municipal), La Aduana, Ancón, Arroyo Hondo, Barrancas, La Carbonera de Abajo, La Carpa, Carpintero, Codorniz, Colonia Progreso, El Colorado, Cruces, Cúcamo, La Cueva, Charco del Lobo (Centro), La Encarnación, Exhacienda de Enramada, Estación de Enramada, El Estanco, Garabatillo, La Presa, Morados,Rancho Nuevo.